# راشيل كاتزنيلسون-شازار
راشيل كاتزنيلسون-شازار (بالعبرية: רחל כצנלסון-שזר‏) (و. 1885 – 1975 م) هي كاتبة ولدت في بابرويسك .
وهي عضوة في ماباي .
توفيت في القدس .

## التعليم
تعلمت في جامعة سانت بطرسبورغ الحكومية.

## جوائز وترشيحات
حصلت على جوائز منها:
- جائزة إسرائيل
- Yakir Yerushalayim
- جائزة برينر
- جائزة إسرائيل.